# Canela
Canela – miasto liczące 38 152 mieszkańców położone w stanie Rio Grande do Sul na południu Brazylii, położone jest na wysokości 837 metrów.
Miasto zostało założone w XIX wieku przez niemieckich przybyszów. Wizytówką miasta jest okazała katedra z początku XX wieku. Stare miasto z jego katedrą pochodzi z wczesnego XX wieku.
W 1993 rdzenni mieszkańcy Canela otrzymali nagrodę Brunona Kreiskiego w celu „wsparcia ich w ich długiej walce o kulturowe i etniczne przetrwanie”.